# Dzong de Phari
Le dzong de Phari (tibétain : ཕག་རི རྫོང་, Wylie : phag ri rdzong) est une ancienne forteresse qui domine la bourgade tibétaine éponyme près de la frontière entre la région autonome du Tibet et le Bhoutan. Elle surveillait autrefois la grande route marchande entre l'Inde et Lhassa.

## Histoire
Bâtie en pierres grisâtres sur un renflement du terrain, la forteresse était la résidence d'un administrateur religieux (tsédrung) nommé par le gouvernement tibétain.
Elle comporte un bâtiment central massif, de plan carré, aux murs quasiment aveugles, protégé par une enceinte avec tours et bastions.
Au cours de l’été 1912, le 13e dalaï-lama rencontra Agvan Dorjiev à Phari-Dzong, et ce dernier l’accompagna ensuite au monastère de Samding, avant son retour à Lhassa.
Freddie Spencer Chapman ayant participé à l'Expédition britannique à l'Everest de 1936 décrit le dzong comme ayant été en partie détruit lors de l'expédition militaire britannique de 1904 et sans avoir été réparé depuis.

## Galerie

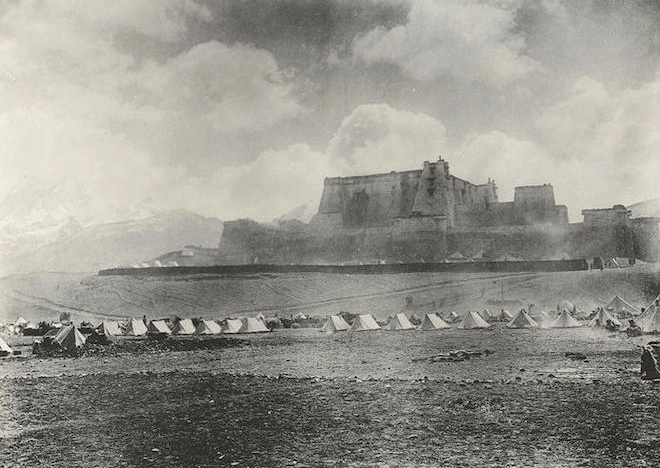
Campement des forces indiennes de l'armée britannique devant le fort en 1905
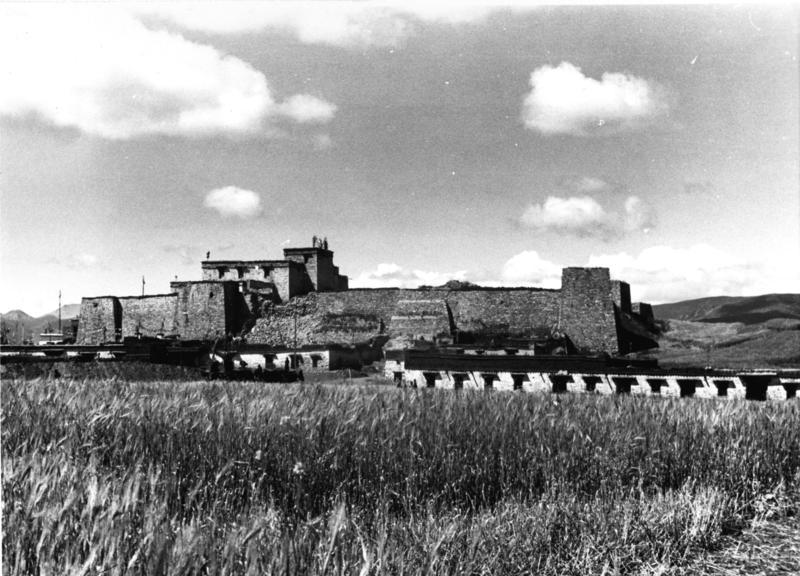
Le dzong de Phari, en 1939.